# 吉爾伯特人

吉里巴斯國旗

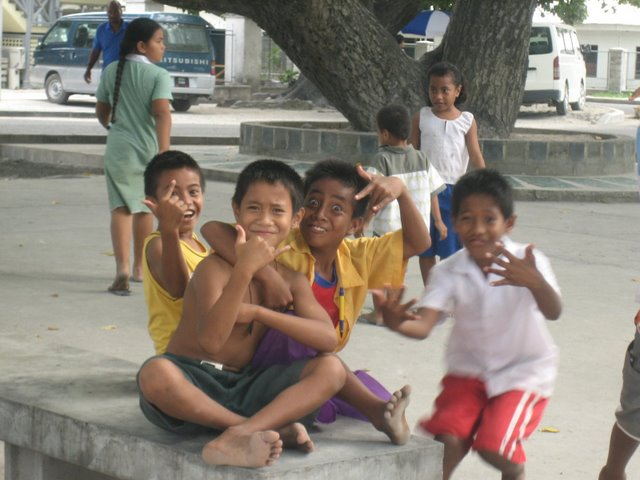
南塔拉瓦的吉里巴斯儿童

吉爾伯特人（英語：Gilbertese），自稱通加魯人（Tungaru），又稱吉里巴斯人（I-Kiribati）。主要居住地為吉里巴斯共和國中吉爾伯特群島，體質特徵屬印度尼西亞人﹑美拉尼西亞人和波利尼西亞人的混合類型，為密克羅尼西亞人的一支，使用吉里巴斯語，為南島語系密克羅尼西亞語族。吉里巴斯人口約為104,488(2014)，而吉爾伯特人佔其中89.5%，為吉里巴斯的主要種族。

## 民族分布﹑人口與語言

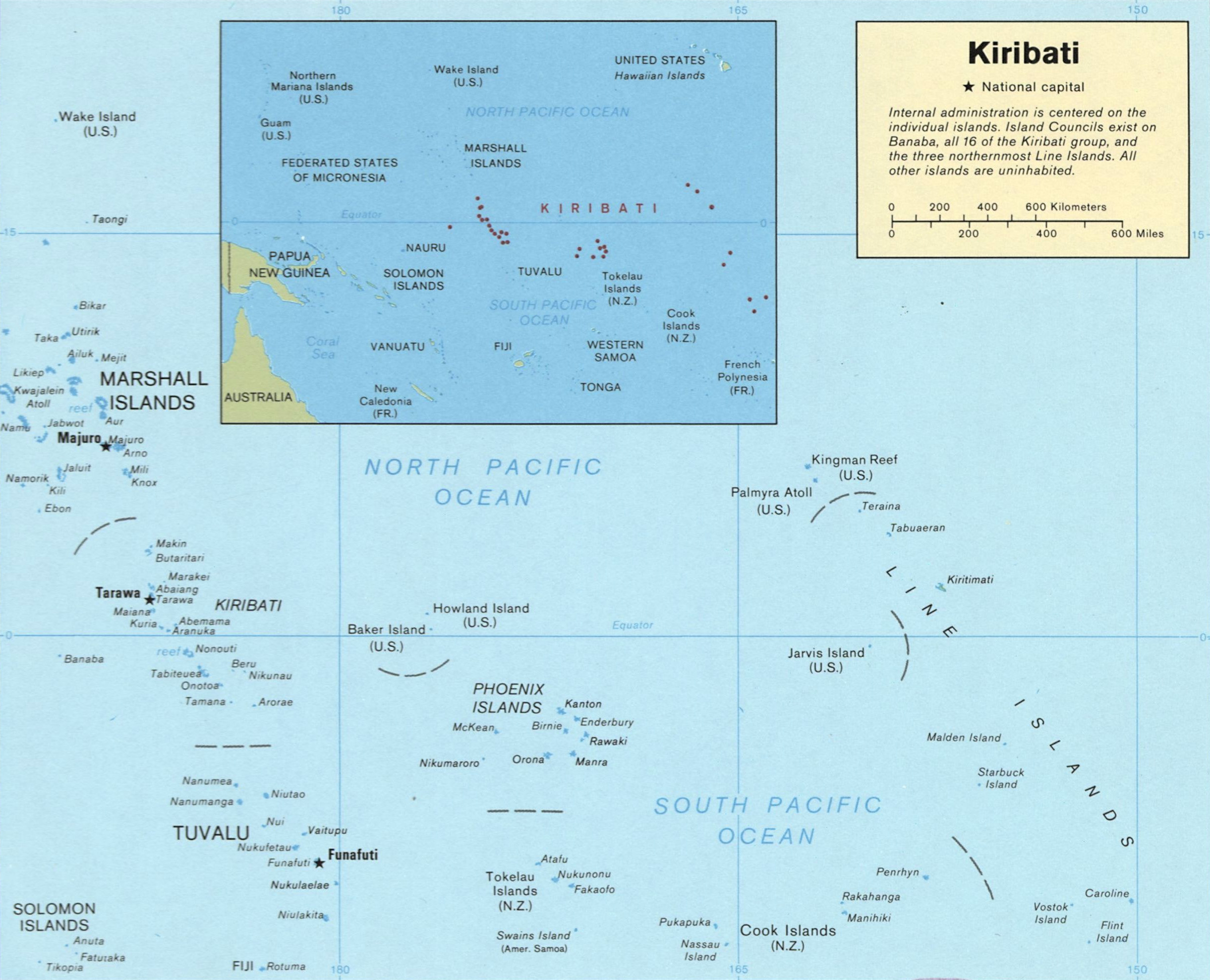
吉里巴斯地圖

### 名稱
吉爾伯特，現在多稱為吉里巴斯。命名來自Thomas Gilbert船長，其於1788年與John Marshall為第一個發現吉爾伯特群島之人。而吉里巴斯(Kiribati)則為Gilbert的當地英文口音。

### 民族分布

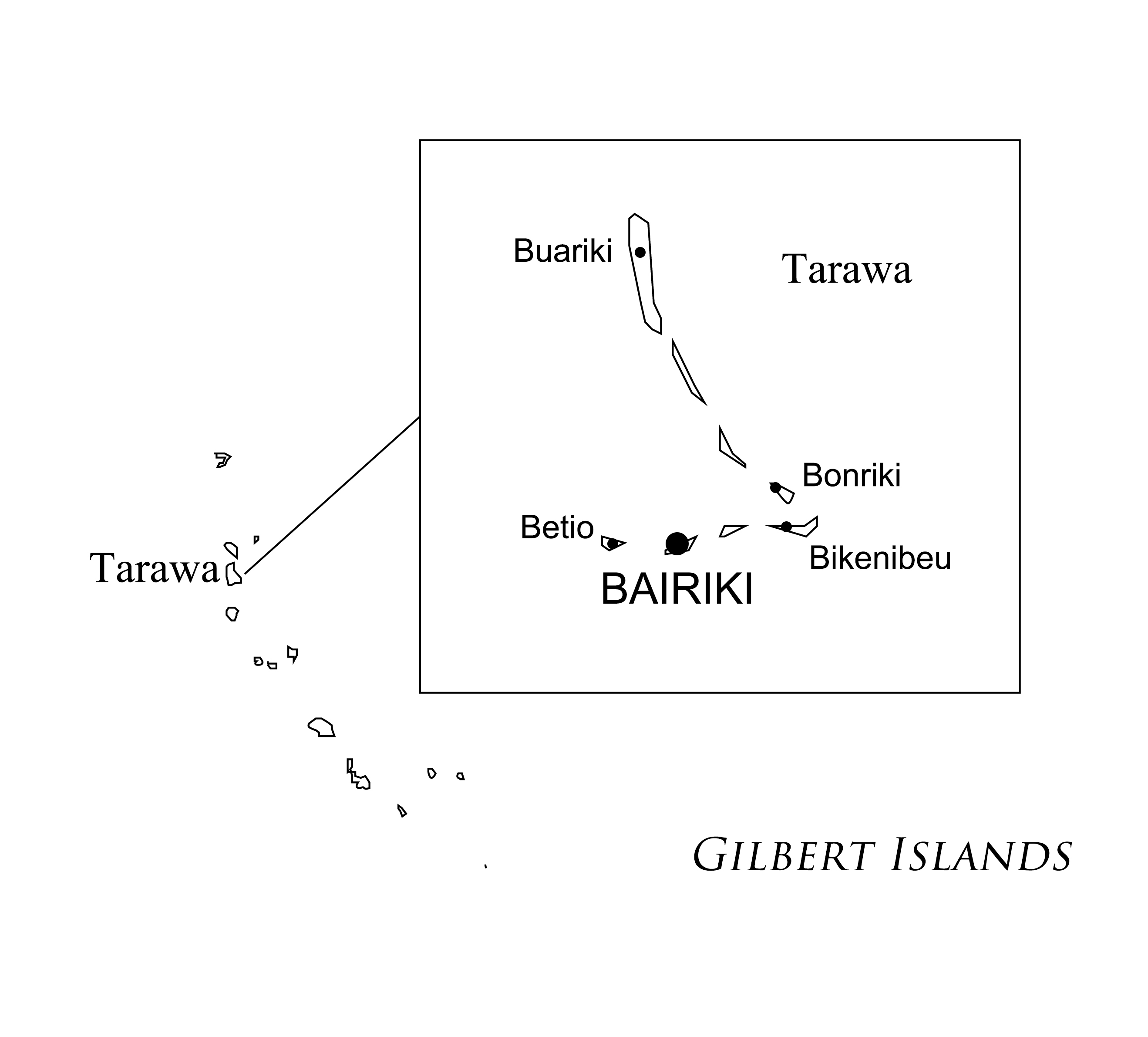
吉爾伯特群島簡易地圖

現今，大部分居住在吉爾伯特群島上，三分之一的人口居於首都塔拉瓦(於吉爾伯特群島中)，南塔拉瓦為人口密集地。北塔拉瓦及吉爾伯特群島中其餘島嶼分布人口相對較少。

### 人口
吉里巴斯總人口截至2014年為止共有104,488人，其中I-Kiribati占89.5%，I-Kiribati與其他種族混血占9.7%，Tuvaluan占0.1%。

### 地理環境與氣候
吉里巴斯幾乎所有的島嶼為地勢低平的珊瑚環礁，因此並無河流，水資源相當缺乏，在中部及南部島嶼經常有乾旱發生。炎熱赤道氣侯使其白天溫度在乾季(十月至三月)及濕季(三月至十月)皆在28°C以上。全球暖化使海平面不斷上升，再加上海浪侵蝕海岸線，吉里巴斯可能面臨淹沒危機。

### 語言
吉爾伯特人慣用吉爾伯特語，英文為其官方語言，主要在學校教授，日常生活使用為英文與吉爾伯特語混合，英文常以單字表達。

#### 吉爾伯特語
吉爾伯特語(Gilertese)又稱吉里巴斯語(Kiribati orI-Kiribati)為南島語系密克羅尼西亞語族，在使用上有基本固定的動－賓－主語序。不像其他太平洋島嶼上的語言，吉爾伯特語仍然被廣泛地使用，很大部分的吉爾伯特人都會說吉爾伯特語，並活用於日常生活中。除了在吉里巴斯外，附近如吐瓦魯﹑斐濟及馬紹爾群島有吉爾伯特人居住的島嶼皆有人在使用吉爾伯特語。
吉爾伯特語有兩種主要方言，北部方言及南部方言，主要的分別在於一些單詞發音的不同。

##### 發音
吉爾伯特語有十個子音與十個母音(五個短母音及五個長母音)。
|       | 雙唇音    | 雙唇音 | 舌尖音 | 軟顎音 |
| plain | velarized |        | 舌尖音 | 軟顎音 |
| ----- | --------- | ------ | ------ | ------ |
| 鼻音  | m         | mˠ     | n      | ŋ      |
| 塞音  | p         | pˠ     | t1     | k      |
| 擦音  |           | βˠ2    |        |        |
| 閃音  |           | βˠ2    | ɾ3     |        |

|         | 前元音 | 後元音 |
| ------- | ------ | ------ |
| 閉元音1 | i      | u      |
| 中元音  | e      | o      |
| 開元音  |        | a      |

##### 書寫
| 字母 | A   | B   | E   | I   | K   | M   | N   | NG  | O   | R   | T   | U   | W    |
| ---- | --- | --- | --- | --- | --- | --- | --- | --- | --- | --- | --- | --- | ---- |
| IPA  | /ä/ | /p/ | /e/ | /i/ | /k/ | /m/ | /n/ | /ŋ/ | /o/ | /ɾ/ | /t/ | /u/ | /βˠ/ |

1840年吉爾伯特島上第一位傳教士Hiram Bingham Jr為了翻譯聖經需要，以拉丁字母表達吉爾伯特語，在此之前吉爾伯特語並無文字。1954年Father Ernest Sabatier出版了更大型且準確的吉爾伯特語-法語辭典:Dictionnaire gilbertin–français, 981 pages (edited by South Pacific Commission in 1971)，其英文版本為Sister Olivia翻譯，至今仍是吉爾伯特語及西方語言間最為重要的作品。1995年Frédéric Giraldi完成了第一本法語-吉爾伯特語辭典，此辭典可於法國國家圖書館的稀有語言部門找到。

##### 常用吉爾伯特語
- 你好 – Mauri
- 你好 – Ko na mauri（對一個人）
- 你好 – Kam na mauri（對多數人）
- 你好嗎？ – Ko uara?
- 你好嗎？ – Kam uara?（對多數人）
- 謝謝 – Ko rabwa
- 謝謝 – Kam rabwa（對多數人）
- 再見 – Ti a boo[3]

## 歷史沿革

### 起源神話
現今在吉爾伯特群島東南方的薩摩亞在吉爾伯特人起源神話中佔有相當重要的地位。傳說中薩摩亞島上的聖樹Te Kaintikuaba為精靈(spirits)之鄉，而創造精靈之神Nareau the Wise與精靈合作造出吉爾伯特群島，而後周遊附近諸島。精靈後離開薩摩亞前往吉爾伯特群島，而有些精靈會重複往返兩座島嶼之間，這個過程持續了相當長久的時間，在此期間Nareau the Wise化名為 Tematawarebwe，與三位兒子回到了薩摩亞，將聖樹遷於貝魯島並將精靈之屋 the Umananti放置島中央，成為maneaba(議事之屋)，此後Tematawarebwe便於貝魯島定居。有些精靈轉變為anti ma aomata，即所謂半人半靈，並停留於吉爾伯特島上，後逐漸轉化為人類融入人群。而今吉爾伯特人相信自己為精靈後裔:7-10。

### 早期遷徙
證據顯示，在至少三千年前吉爾伯特群島即有人類居住，最早移民至吉爾伯特群島的種族來自東南亞（印度尼西亞）地區，站在語言學證據觀點，吉爾伯特語屬於南島語系，五千年前開始由東南亞地區向太平洋地區擴張。第一批抵達吉里巴斯群島的人種來自吉爾伯特群島西邊馬紹爾群島與加羅林群島，體型小，膚色黑，捲髮，與五萬年前出現於美拉尼西亞小島上的南島語系居民相關。幾百年後，距今五千年前被膚色較淺的另一批同樣自西邊的新移民征服，此批移民為組成現今吉爾伯特群島社會的基礎。14世紀前後，在吉爾伯特歷史上出現大型的薩摩亞與吉爾伯特群島之間的往返遷徙活動，但是除了受到薩摩亞及東南方島嶼的影響，吉爾伯特文化與密克羅尼西亞及其北邊島嶼有更密切的關係:7-11。

### 殖民時期
詳見吉里巴斯歷史

## 社會﹑家庭與婚姻

### Kaainga

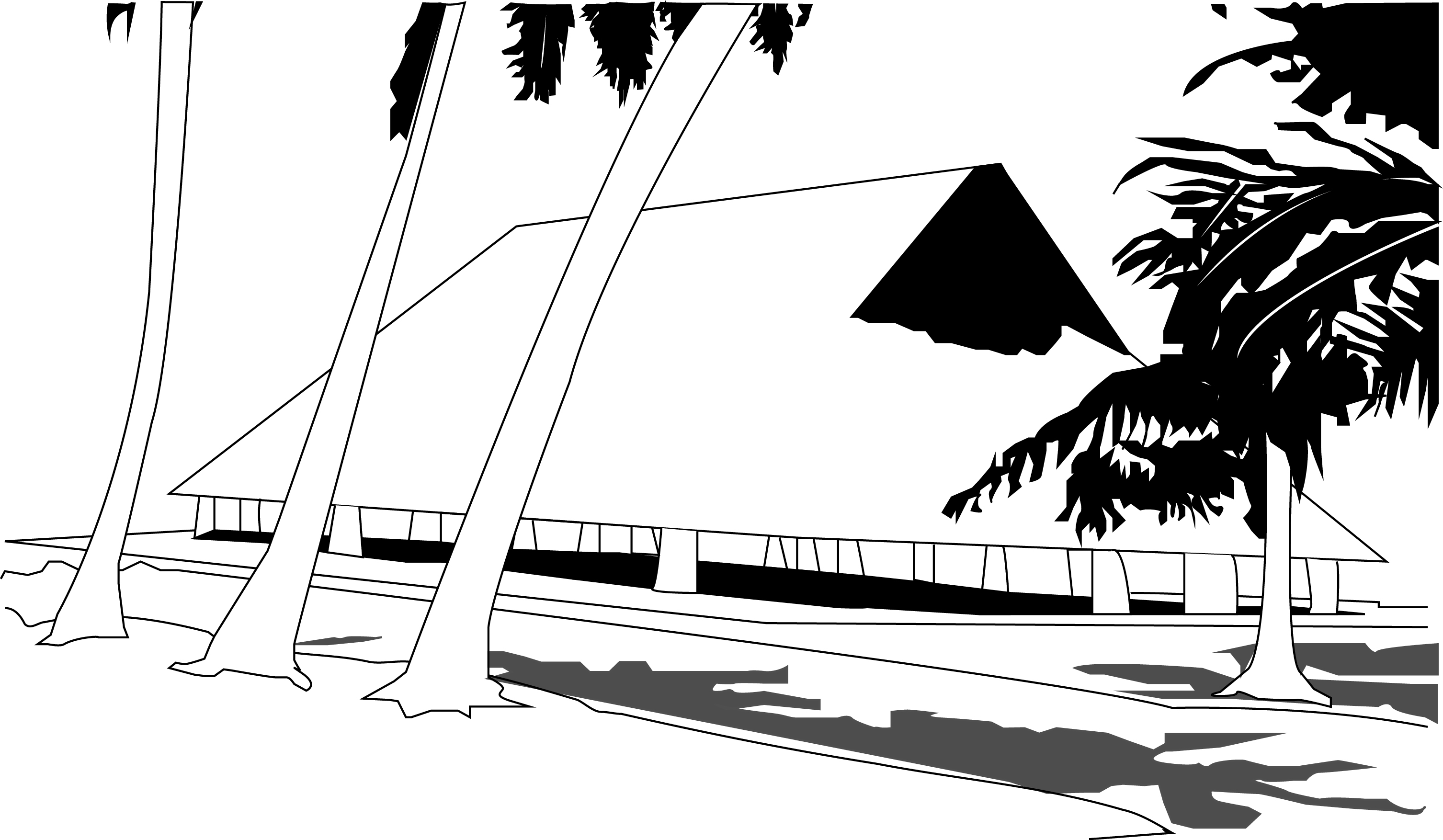
傳統吉爾伯特Maneaba(議事之屋)

在西方殖民進入前，吉爾伯特社會由最主要的社會團體kaainga組成。Kaainga為由多個擁有共祖的家庭組成，整個kaainga家庭成員數量為20至100人，共享同一片土地，這片土地通常由環礁的一端延伸至淡水潟湖。當kaainga過於龐大，其中的某個家族將會遷出，另闢土地獨立運作，但仍會視最原初的kaainga為最尊貴的社群，並遵循其長老的領導。在吉爾伯特北部群島，由多個家庭所組的kaainga會共享一個Maneaba，作為議事及迎賓之用。在吉爾伯特南部群島，kaainga並不擁有獨自的maneaba，而是在地區上的maneaba佔有席位。每個kaainga都具備一個廚房，儲藏間及bleaching house(讓女孩隔離陽光之用，膚色越淺越吸引人亦越容易出嫁）。每個在kaainga中的家庭都有獨自的高腳屋作為睡房以躲避熱帶重受攻擊。高腳屋屋頂下夾層空間，用來保存製作慶典用的食物，例如kabubu(由露兜樹果實製成的粉狀物)，te tuae(醃漬露兜樹果實)，te kamaimai(椰子糖漿)。每個kaainga都利用陸地與海洋資源自給自足，彼此之間會有儀式性的交換，但並無交易的紀錄。在北部島嶼，有些kaainga會利用超自然力量作為控制手段引發戰爭，而南部則由maneaba的首領the unimane做決策:12。

#### 首領與成員
根據習俗，kaainga內最高的領到為最年長的男性，會被賜與te batua的頭銜，有權力將抗命者驅逐，而被驅逐者將會待在其母方的kaainga。Batua也會代表其kaainga對外處里地區上事務，例如領養，結婚，獨木舟製作等等，另外亦會帶領其kaainga組織地區上的會議及慶典。在batua的領導下，社群內部男子負責種植babai(相似於芋頭的作物)，捕魚，裁切棕櫚樹，採集陸地上食物。而kaainga內部女性負責煮食與編織。每個吉爾伯特人都屬於父方及母方的kaainga，通常來說孩子居住於父方的kaainga中，而孩子的母親也會搬至丈夫的kaainga。但當母方家庭太小，或是為大家庭的女兒，男孩子會被送往母方家居住，此時這位年輕男性在母方的kaainga即具有重要的地位:13。

#### 領養
大部分的kaainga中少數未擁有孩子的夫妻通常會領養其手足的孩子，也會領養沒有血緣關係的孩子，這時候未擁有孩子的夫妻將會接觸懷孕初期的婦女詢問領養的事宜，就算懷孕婦女並無意願交出孩子，他仍得接受讓其孩子領養，否則將被視為羞辱。領養夫婦會見證其出生並以某一代祖先之名給寶寶起名，並在第一個生日後帶走小孩。領養關係開始後，領養夫婦及生父生母將視彼此為親族關係:14。

#### 訪客
每個kaainga都將訪客視為重要人物，對於迎賓十分重視，對於食物的準備比平常更為要求，須以儲藏於高處的食物接待，在用餐的同時訪客優先，kaainga的成員才得以進食:14。

### The Boti
Boti最初用來指在maneaba(議事之屋)中給特定的kaainga或一群kaainga坐的地方，範圍涵蓋房子的周圍，通常沿著房子的周圍而設。後來人口的增加使得一間maneaba中的boti數量增加到二十至三十餘個。近代，人口的大幅度增加使兩個或更多kaainga必須共用一個boti。會議中，長者們坐在boti的前半部，其他成員則在後面的聖柱或排成boutabu。當一個unimane死後，他在boti的位置會依其長子的utu行為來評估是否能夠由長子取代。就算長子繼承他unimane的位置，他的輩分依然是在其他長輩之下的。大多數的男性吉爾伯特人會選擇坐在他父親的boti位置，不過並沒有被禁止坐在母親的boti位置:26-27。
由於婚姻雙方通常都信奉擁有相同一祖先，因此家族系譜能夠被清楚地流傳下來。吉爾伯特人的婚禮通常舉辦在kaainga的外頭，婚後通常不會住在原生的島嶼上。這些傳統被普遍地遵循，甚至一些擁有某一島嶼土地財產權多於另一座島嶼的人也依然會依循此傳統，這代表親屬網格廣泛地存在在吉爾伯特人的群體中，且發揮作用。也因為如此，對於一個初來到新島嶼的吉爾伯特人來說，去追溯他的家系和其在maneaba的boti位置是不無可能的，並接著正當地取得其boti位置。但若新來的吉爾伯特人無法利用系譜追溯其祖先，或在其向unimane提出要求並得到獲准後，他依然可以獲得一個本是留予新來者的boti位置:26-27。
某些在Maneaba中被指定的角色會得到特定的boti位置，例如負責擬定或協定草案以及維持maneaba運作。一特定boti位置會留予maneaba中的典禮主持人，同時也是許多活動的先發話者、帶領或開啟議題討論的人。議題討論接著由其他二或三個boti接續及回應，直至此議題能夠公開討論且得到unimane的決策。另一特定boti位置則留予負責品嚐由各kaainga進獻給maneaba的食物，並對食物的質與量作公開的評估:26-27。
當meneaba需要修理時，若干的boti位置將負責特定的修繕作業，例如：屋頂修補、提供縫補茅草屋頂的工具、分配指派地墊以支援地板修補作業。負責提供Maneaba的建築材料的kaainga是由長者按照習慣挑選的，通常由若干個kaainga負責。不需提供建築材料的kaainga則需進獻食物或其他工作:26-27。

### 出生
每個婦女在婚後被期待盡早生產，一旦得知懷孕後，不能出門，吉里巴斯人相信孕婦走在灌木叢中將會被遊蕩的精靈奪走肚子中的寶寶。在進食方面也有禁忌，例如吃掉被老鼠咬過的食物，出生的孩子將會十分調皮。得知懷孕後，婦女會搬離丈夫家，回到父母身邊等候生產。孩子出生後要放在外祖父母準備的乾淨蓆子上，若為男孩子，父親或是專家需要裡用貝製的棕櫚切割刀來切短臍帶，並進行巫術儀式，以確保孩子長大後會成為勇敢的戰士。若為女孩子，則為女人負責切斷臍帶，並進行儀式，以祈禱孩子長大成為具生產力及吸引力的女人。整個慶祝出生的儀式稱為te kauraura。孩子出生三天後，將從母方的kaainga搬回父方kaainga，男孩的臍帶會被戴在祖父的腰帶上三天，而女孩則為祖母的腰帶，後會放置安全的地方，吉爾伯特的習俗當中，萬一臍帶被老鼠吃掉了，孩子長大後會變得十分調皮。而這項儀式也會舉辦慶典慶祝。第一個孩子（包含長子）的第一個生日會以宴會慶祝，有些父母會將孩子的頭髮剃掉或是留一部份繼續生長，目的為了確保孩子會小心消耗自己所生產的糧作:14-15。

### 幼年期
男孩會在第一次生日後被培養成家庭中的生產者及戰士，不同的kaainga會有不同的培訓方式，有些島嶼會限制男孩只能吃最好的食物，到了十二歲後會增強心靈與體格上的訓練，在早晨被喚醒，胸前輩最年長的男星親戚拍打及進行儀式，而後必須游至能力所及大海最遠處並返回。這項訓練必須一個月連續舉行三天，直到男孩能夠抵達珊瑚礁的另一側。而女孩的培訓方式也同樣根據每個不同的kaainga會有所不同。女孩在十歲過後會通過漂白(bleaching)的儀式，並待在bleaching house中，施以巫術。她們的皮膚會塗上椰子油按摩。女孩常在婚前或是表演跳舞前進行漂白，這樣會使她們的膚色更加吸引人。當女孩到達青春期後，其阿姨會送她一間由嚼過椰子纖維製成的裙子來吸收月事，此時女孩僅能食用乾椰子及喝水，當第一次月事結束後，將會舉辦宴會，父方及母方的kaainga會一同參加:16。

### 婚姻
吉爾伯特父母會替小孩安排好婚事，在某些群島上有許多小孩在年幼時即訂親。婚約對象必須經過多人協商，若男方家庭經濟況不佳或是擁有眾多手足（意味著分到的土地越少），女方接受訂親的機會就越低。相反的，若男方生長於小家庭中，女方接受的機率越大。當婚約協商完畢，女孩就即必須遷往男孩家居住，當女孩一到青春期時，婚禮即刻舉行。婚宴十分盛大，雙方的raainga皆會參與，依據每個島嶼的不同，親戚會贈送不同的禮物。新婚的第一晚受到男女雙方親戚的關注，在行房之後，男方會呼叫男方母親來檢查女孩是否為處女（檢查是否有血跡），若為處女，便會大聲向眾親戚宣告。男方的叔叔會將處女之血抹在新婚夫妻的兩頰上，兒女方的叔叔會幫女孩按摩放鬆肌肉。若女孩並非為處女，她的父母將會取消婚姻並將她帶回，這種情況十分少見。在某些島嶼上，會出現姊姊出嫁而妹妹也一同陪嫁的情況，妹妹的婚宴即待到其青春期舉行。在北方島嶼上，部落頭領能夠有數個來自不同家庭的妻子:16。

### 死亡
吉爾伯特人相信死亡不是因為健康不佳，而是不遵從神與精靈的遭受的懲罰。若有十分年長之人過世將會被視為對於超自然力量的具崇敬及忠心，其家屬將會取辦哀悼儀式，遺體會被塗滿有鮮花香味的椰子油，並留在maneaba的中心，放置到分解，當肉身的部分完整被剃除後，骨頭將會埋在其所屬的kaainga附近,有時候骨頭會被分開保存至家中。吉爾伯特人相信死後靈魂會離開身體，向北移動至Nakaa等待築巢之處。有些靈魂會被困住，而有些能後返鄉:17。

## 經濟資源[9]
土地和海洋就是吉爾伯特島上最重要的資源，兩者一起提供島上居民所有維生需要的資源。雖然吉爾伯特人的居住島嶼提供的自然資源有限，但他們仍在珍惜和滿足的狀態下發展出最高效率的利用。因為有限的資源使得每座島嶼所能負載的人數有限，所以在過去人口控制的手段曾被普遍的施行。而島上的珊瑚礁沙質土壤僅能提供有限的養分給作物，因此只有非常少的原生植物能夠長得旺盛並提供溫飽。除了banaba島(海島)擁有磷酸礦物，其餘島嶼上都沒有礦物資源。

### 農作物

#### 椰子
椰子是最重要的作物，它提供吉爾伯特人生活上的各種需求。椰奶偶爾拿來飲用，但在較乾燥的南方群島，直接飲用椰奶是很浪費的，他們將之視為丟臉的行為。椰肉有多種用途：可以直接生吃、作為烹飪的材料、或透過擠榨和煮沸得到椰子油。椰子油拿來料理和照明之用，更精煉些的，因其味芬芳，吉爾伯特人會將之塗抹在身上，可用來因應豔陽的氣候或提供聖禮的敷油之需。椰子外殼的纖維用來製作繩索，應用在魚線和房屋建築、獨木舟或maneaba上。椰子花汁，採集椰子花序去除其外包覆的葉子後擠榨而得的汁液，吉爾伯特語稱karwe，他們會將之收集至特定的椰子殼。Karwe作為各年齡層人們的日常飲品，必要時可以當作母奶的替代品哺餵孩子。而Karwe煮沸後所得的糖漿，吉爾伯特語稱kamaimai，可以用來製作椰糖，他們會將其和水稀釋後當作飲料和料理之用。在歐洲人到來後，發酵技術傳入，吉爾伯特人習得製酒技術，karwe被製成椰花酒，吉爾伯特語稱kaokioki。椰樹木材作為房屋建材和武器原料；椰樹根和嫩葉則有特別的醫藥用途。

#### 露兜樹
露兜樹也同樣被吉爾伯特人利用地淋漓盡致。它的成熟果實可用來製作kabubu和tuae，兩者都能立即食用或儲存起來因應未來的乾旱或特殊場合。露兜樹葉可以用來製作墊子，當作屋頂或kabae(穿著之用)。露兜樹樹材尤其重要，用來製作maneaba的建材，同時也有醫藥用途，可以用來製作染劑。

#### 其他作物
其他重要的食用作物，如babai，另一種較精緻嬌貴的芋頭，需要栽種在一低於地下水面的深坑內，花費數年成為成熟作物；以及bero，木本植物，會結出像無花果的果實。

### 土地[10]
土地對於吉爾伯特人來說是最高價值的資源且具深遠意義的重要性。除了提供生存所需資源，它同時在社會、政治和法律上有意義性，在吉爾伯特群島的北部和中部社會中尤其顯著。政治上，在英國政府到來之前，土地是各種大大小小戰爭發生的背後因素。爭執和戰爭起源於一團體想要鞏固、擴張他們的土地，另一團體群起捍衛他們的權力。縱然社會和政治制度有些許差異，但這樣的爭執在吉爾伯特人的社會中是常見的。沒收土地是傳統吉爾伯特人的法律手段，用於懲罰謀殺等罪犯。吉爾伯特語Te aba n nenebo便是用來指殺人罪犯用來補償被害人家屬損失的土地。

#### 土地權
Kaainga是主要擁有土地的基本群體。Kaainga的土地更細分給kaainga的各個家族，而家族的土地又會更加細分成給兄弟的和個人的。這樣的土地規則普遍存在在各吉爾伯特社會，無論他們之間的政治社會差異。
吉爾伯特社會中，由於族人可能來自不同的kaainga或utu，所以對於土地、babai坑(babai為吉爾伯特重要的食用作物)、漁具和魚池都特別設置不同的財產權。財產透過婚姻、領養或得罪他人的補償，流通於各kaainga之間。
在過去，Kaainga的成員必須隨時保持警覺並捍衛他們的財產，避免來自其他kaainga的意外攻擊或侵略。土地掠奪者會帶領他的kaainga一同去掠奪土地，當到達他想得到的土地時，他們會先清空土地上的一切，並在那等待真正的土地擁有者現身。戰爭是難免的，獲得勝利者便可以保有或獲得土地。但若戰爭中有人被殺死，另一方便必須給予nenebo。

#### 土地繼承
在吉爾伯特人的社會中，無論男人女人都可以從他們的雙親繼承土地財產權。在大部分的例子中，最好的土地通常是由長子(karimoa)繼承，但如果長子對於他年老雙親的照護疏失時，就會有例外產生。此時最好的土地連同tekateka(吉爾伯特語的：居住的土地)會一併給次子的家庭繼承。例外則出現在maiana，長女會繼承她母親最好的土地。通常當土地不夠分給所有的孩子時，除了長女之外的女兒只會分得一個babai坑。當一土地持有者膝下無子時，他血緣上最親近的親屬便會繼承他的土地。這種土地繼承方式稱為mwiniti。
人們也能夠透過其它繼承方式獲得土地。例如，透過領養或照顧的方式，將土地作為代表對另一人的偏愛而產生的禮物。這種偏愛也可能是發生在其他的特殊關係中，例如一妻子和其丈夫的叔舅，此時土地作為一種補償關係或展現偏愛的手段。吉爾伯特語的Aba n tinaba便是用來指那些在姻親關係中因特殊偏愛而轉移的土地。這牽涉到一女子需替她丈夫的叔舅敷聖禮所需的油或在眾人面前、在maneaba外的公共聚集地替她丈夫的叔舅戴上花圈。因為這是一項極高的榮譽，所以在儀式之後通常會立即轉移 一部分的土地財產權給女子。這種行為的最終形式稱作te bora，指稱一個男人在和他姪子的妻子發生性關係後，給予她部份的土地財產權。

## 法律與處罰[11]
普遍上來說，犯罪在吉爾伯特人的群體中通常被視為私人及其所屬團體間的事務。也正因為如此，懲處通常只是賠償或賠命。而土地，被視為最珍貴的資源，同時也最常當作補償品。當事件當事人是來自不同maneaba時，處罰通常會由兩個群體的重要性和其所能提供的支持決定。當事先冒犯者的人脈和靠山比另一人還要強大且更具實力時，他就可能能夠逃過懲罰。
吉爾伯特人有多種處罰。舉例來說，不遵守社會行為準則的人將承受毆打的處罰；持續在一群體內作亂的人將被流放至其他區域或島嶼。

### 家族爭執
當一個家族成員在爭吵中被殺死時，他的家族通常會進行立即的復仇，並且嘗試殺死兇手。但當他們失敗，亦或是兇手得到庇護時，他的家族成員會轉而要求土地做為補償。然而，吉爾伯特人間的族間仇殺通常不會維持太長的一段時間，因為懲罰必須在短短幾日內完成，否則它將會轉為以眼還眼的形式，補償會轉變成和原本的殺害相同。

### 不貞與亂倫
若一男人和另一男人的未婚妻或妻子發生性關係，在大部分的島嶼上，會要求土地作為賠償；在某些島嶼中，甚至會以死刑處理；有些島嶼則會要求兩名男子決鬥，直至一方死亡為止。外遇的女子可能會被毆打、毀容(通常是咬掉她的鼻子)或被攆走，端看她的未婚夫或丈夫的決定。
亂倫的處罰通常會在kaainga內解決。亂倫意即近親相姦，和家族內的人締結婚姻關係。通常犯亂倫禁忌的夫妻，近則處死，稍遠些的則遭流放。不過大部分的亂倫夫妻並不會留在原島嶼等待處罰，他們通常會設法取得獨木舟逃到其他島嶼，他們有可能獲得平靜的生活若他們真到達另一島嶼。唯一的例外是在北方的Gillbert島，允許主要大家族內的近親結婚。

### 竊盜罪
對於竊盜案─尤其是偷竊椰子果實或babai─，如果土地擁有者能夠當場抓住小偷，他就能夠當場殺死竊賊。若無當場抓住，土地擁有者可以轉而告訴小偷的kaainga或其親屬，讓他們獲得優先懲處權。因為偷竊通常會為家族蒙上羞辱，小偷通常會被殺掉或流放。懲處完後，kaainga通常會和土地擁有者協商賠償事宜，若兩者無法達成協議，便會轉交給maneaba做主。

## 宗教信仰[12]

### 傳統信仰
吉爾伯特人的宗教信仰為精靈崇拜，Nareau為創造天地之神，他的降臨帶來了精靈（spirit,anti)世代，而後精靈演變為半人半精靈(anti ma aomata)，最後轉成了人類。對吉爾伯特人來說，精靈扮演著十分重要的腳色。每個不同的kaainga會依據其所需要而崇拜不同的精靈，在不同島嶼上也同樣的精靈可能會有不同的稱呼。另外，每一族群的圖騰崇拜，例如鯊魚海龜等等使其族不可以殺或是吃掉圖騰象徵的動物。精靈崇拜的目的在於在特殊場合借助精靈之力，像是大至戰爭，小至每天日常事務。若不聽從神的指令，表現神所希望看見的行為，將會被視為不幸。Baangota是祭拜精靈的場所，常常放置於kaainga面海那面樹林中的櫃子裡。每個baangota都有專門的牧師ibonga看守，而ibonga為kaainga成員挑選出來，於早晨，下午或是特殊場合ibonga需和其成員在baangota前祈禱。

### 基督教[13]
現今，19世紀傳教士傳入的基度教為吉里巴斯最主要宗教，約有56%的天主教徒與34%的會眾制新教徒。

## 藝術

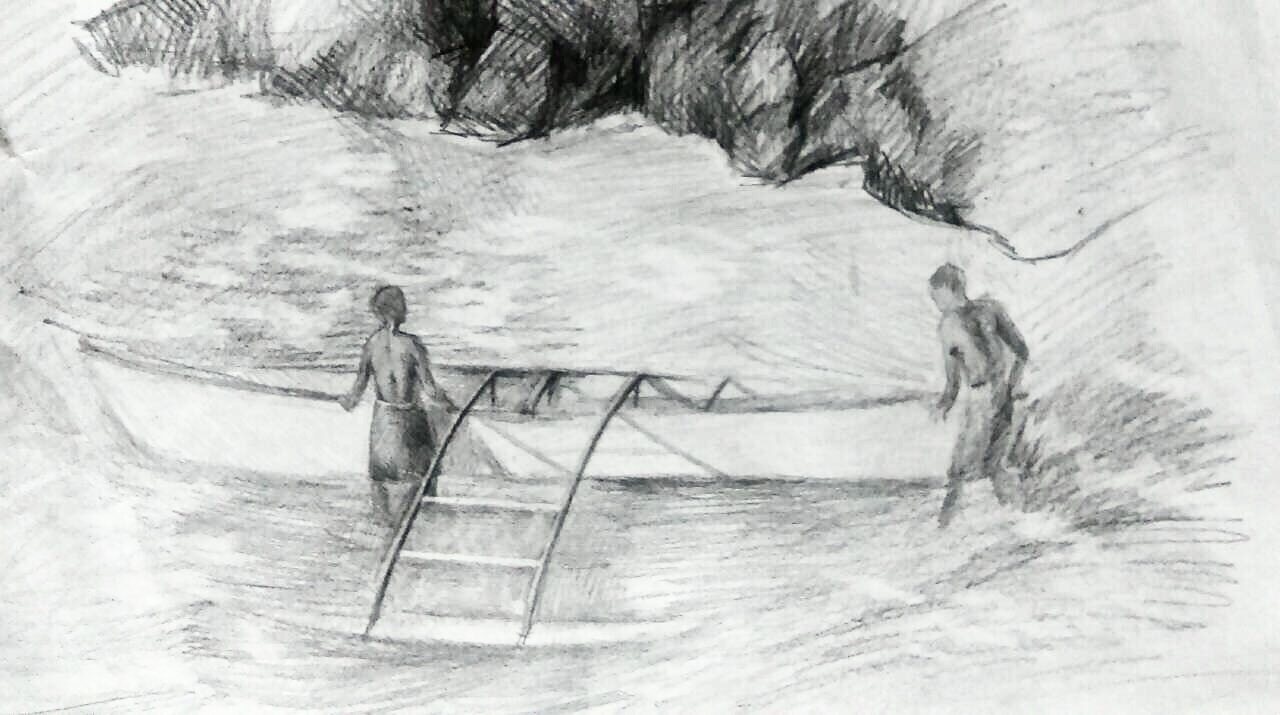
吉爾伯特漁人與獨木舟

### 音樂[13]
太平洋島嶼民族文化中，因為歐洲人抵達吉爾伯特群島較晚，所以吉爾伯特文化相對受西方文化影響較少。吉爾伯特的傳統民俗音樂大多為吟唱或其他的發聲形式並搭配肢體打擊聲響，而現代吉里巴斯公開表演之形式常圍坐的的合唱群和吉他的組合。而通常的正式表演，如站立舞(Te Kaimatoa)或臀舞(Te Buki)之中，相互搭配的打擊樂器為空心木箱，使用這樣結構的樂器是為了讓空心打擊聲與圍繞四周合唱隊迴盪相融。傳統樂曲的主題多為愛情，但也有關於競爭，宗教，孩子，愛國，戰爭和婚禮的歌曲。另外，棍舞（tirere）為在重大節日才表演的舞蹈，表演同時常伴隨著傳說或具半歷史性的故事。
吉里巴斯民俗傳統音樂的作曲家稱te kainikamaen，他們的作曲能力被視為來自神話或巫術，為父子相傳承。作曲完成後，由一個 rurubene的團體負責吟唱給作曲家聽，此後歌曲將公諸於世並被人傳唱。這些歌曲被視為受神祝福之曲（mamiraki）。作曲家亦會受人之託作曲，目的在於傳頌個人故事，歌曲完成後作曲家會教導 rurubene如何唱，並進行任何必要的修改，作曲家偶爾也創作屬於自己的歌曲。
1963年Gerd Koch錄製了Tabiteuea傳統舞蹈及ruoia之歌的系列介紹影片°
Bata Teinamati為譽為吉里巴斯最有名望的音樂家之一°

### 舞蹈[13]
基里巴斯多樣的舞蹈風格不同於其他太平洋島國，其最獨特之處是它強調舞者張開延伸的雙臂及頭部模仿軍艦鳥的突然性頭部運動。大部分舞蹈以站姿和坐姿呈現，搭配交錯的動作。

#### 樣式
基里巴斯舞蹈分為八個主要樣式。模仿不同的鳥類動作，其相異之處在於服裝，舞者的性別，舞者人數，伴隨音樂，舞者或舞者的位置和運動。

##### Ruoia
Ruoia為最古老的舞步形式之一。風格舞蹈進行同時，需搭配合唱歌手於後面。Te Ruoia通常有三節。rouia有三種形式，有細微的不同;te kemai（通常由男性表演），te kabuti（僅由女性表演），第三種不同於Abemama atoll 為te wa ni banga．這種形式的舞蹈音樂起源仍不清楚。

##### Bino
The Bino在所有吉爾伯特群島嶼上皆有表演，每個島嶼會有專屬自己的舞蹈音樂，而適合所有性別及年齡層的人表演。

##### Kaimatoa
現代基里巴斯最廣泛流傳的舞蹈為Kaimatoa，字面意思是力量的舞蹈。舞蹈考驗舞者身體及手臂伸展長時間的耐力，同時也考驗了舞者情感表達的耐力。音樂和節奏往往非常感性，常見舞者哭著表演完整個舞蹈。kaimatoa可由男人，婦女或兒童進行。

##### Buki
Buki為基里巴斯舞蹈歷史中相對現代的舞蹈，起源於吉爾伯特群島（Butaritari和Makin）北部的島嶼，現今廣泛流傳於所有島嶼。這個舞蹈僅能由婦女完成，並要求舞者穿著由椰子葉經水煮過製成的裙子，重達10公斤（22磅），長度達脛骨。如同其他太平洋舞蹈形式，舞者須強調臀部的動作。舞者需要靈活自在表現出軀幹和臀部如同斷開一般。因此，軀幹和肩膀要盡可能保持靜止，而臀部需優美的如水一般扭動。

##### tirere
唯一使用打擊樂器的舞蹈為tirere。通常由十到二十組成對的舞者表演。每個舞者皆拿著一英尺長的棍子搭配著音樂與舞伴相互敲擊出節拍。當代的基里巴斯很少進行tirere舞蹈。

##### Te Rebwe/Te Kabuti
這種形式的舞蹈注重節奏和拍點的基礎。Te　rebwe的重點為拍手或踏步，可能有樂器的搭配。此種舞蹈風格常聯想至te taubati，然而te rebwe的原始形態已經有些許偏離，強調戰爭和戰鬥動作，被稱為te kabuti，由女性表演。雖然為戰爭的舞蹈，但往往是和平的傳統武術風格
1. 1 2 3  . www.cia.gov.   [2015-06-30]. （原始内容存档于2017-09-07）.
2. ↑  .   [2015-06-30]. （原始内容存档于2020-04-14）.
3. 1 2 3 4 5  . 2017-07-15 –Wikipedia.
4. 1 2  https://www2.viu.ca/homestay/host/CultureGrams/Kiribati.pdf
5. ↑  Blevins (1999:205–206頁)
6. ↑  .   [2015-07-20]. （原始内容存档于2016-03-03）.
7. 1 2 3 4 5 6 7 8 9 10 11 12 13 14  Sr Alaima Talu & 24 others. . Suva,Tarawa, Kiribati: Institute of Pacific Studies and Extension Services, University of the South Pacific,Ministry of Education, Training, and Culture, Kiribati Government. 1979  [2015-06-30]. （原始内容存档于2016-04-01） （英语）.
8. ↑   Barrie Macdonald. . Suva, Fiji: Institute of Pacific Studies, University of the South Pacific. 2001: p.1–3  [2015-06-30]. ISBN 9780708116166 （英语）.
9. ↑  Sr Alaima Talu & 24 others. . Suva,Tarawa, Kiribati: Institute of Pacific Studies and Extension Services, University of the South Pacific,Ministry of Education, Training, and Culture, Kiribati Government. 1979: p.20  [2015-06-30]. ISBN 9789820200517. （原始内容存档于2016-04-01） （英语）.
10. ↑  Sr Alaima Talu & 24 others. . Suva,Tarawa, Kiribati: Institute of Pacific Studies and Extension Services, University of the South Pacific,Ministry of Education, Training, and Culture, Kiribati Government. 1979: p.21  [2015-06-30]. ISBN 9789820200517. （原始内容存档于2016-04-01） （英语）.
11. ↑  Sr Alaima Talu & 24 others. . Suva,Tarawa, Kiribati: Institute of Pacific Studies and Extension Services, University of the South Pacific,Ministry of Education, Training, and Culture, Kiribati Government. 1979: p.27–28  [2015-06-30]. ISBN 9789820200517. （原始内容存档于2016-04-01） （英语）.
12. ↑  Sr Alaima Talu & 24 others. . Suva,Tarawa, Kiribati: Institute of Pacific Studies and Extension Services, University of the South Pacific,Ministry of Education, Training, and Culture, Kiribati Government. 1979: p.18  [2015-06-30]. ISBN 9789820200517. （原始内容存档于2016-04-01） （英语）.
13. 1 2 3  . 2017-07-14 –Wikipedia.